# The Reincarnation of Khensur Rinpoche
The Reincarnation of Khensur Rinpoche, vertaald De reïncarnatie van Khensur Rinpoche, is een film van het duo Ritu Sarin en Tenzin Sönam uit 1991. Het is hun eerste documentaire in dit genre en is vooral vertoond op filmfestivals en televisie in Europa en Zuidoost-Azië.

## Verhaal
Khensur Rinpoche, een hoge Tibetaanse lama in ballingschap in India, is inmiddels vier jaar dood. Choenzey, een 47-jarige monnik, was zijn volgeling en heeft gewacht op zijn reïncarnatie.
Het is de verantwoordelijkheid van Choenzey als zijn dichtstbijzijnde volgeling om zijn reïncarnatie te vinden. Hij vindt een ondeugend maar aardig jongetje van vier jaar oud die door dalai lama Tenzin Gyatso en het Tibetaans staatsorakel wordt erkend als de reïncarnatie van Khensur Rinpoche.
De film laat de relatie zien die er vervolgens ontstaat tussen de voormalige discipel en het jongetje.

## Rolverdeling
| Acteur   | Personage |
| -------- | --------- |
| Ian Holm | verteller |

## Recensie
Bernardo Bertolucci zei in april 1994 in Sight and Sound het volgende over deze documentaire: 
Voordat ik Little Buddha opnam, zag ik de film 'The Reincarnation of Khensur Rinpoche' van Tenzing Sonam en Ritu Sarin, een mooie documentaire over een monnik die naar Tibet gaat, een kind uit Tibet smokkelt, het meeneemt naar de dalai lama en het orakel, en te horen krijgt: ja, dit is de reïncarnatie van onze meester

## Film op internet
- Boeddhistische Omroep